# 泉野出町
泉野出町（いずみのでまち）は、石川県金沢市の町名。現行行政地名は泉野出町1丁目から4丁目。全域で住居表示実施済み。郵便番号は921-8116。旧加賀国石川郡富樫郷泉野出村、同郡野村字泉野出。

## 概要
泉野出町は、泉野町・富樫・泉が丘・伏見新町・緑が丘・円光寺・長坂台に囲まれている。

## 沿革
- 江戸期 - 加賀国石川郡富樫郷泉野出村が存在。米丸組所属。加賀藩領。
- 1871年8月29日（明治4年7月14日） - 廃藩置県により金沢県の管轄となる。
- 1872年3月10日（明治5年2月2日） - 金沢県が改称して石川県となる。
- 1889年（明治22年）4月1日 - 町村制施行により、野村発足。同村の字泉野出となる。
- 1925年（大正14年）4月1日 - 野村が金沢市に編入され、同市泉野出町となる。
- 1963年（昭和38年）6月1日 - 住居表示実施により、一部が緑が丘となる。
- 1976年（昭和51年）12月1日 - 住居表示実施により、泉野町[4]の全部と泉野出町[4]・富樫町の各一部をもって（新）泉野出町1-3丁目が成立[5]。
- 1977年（昭和52年）4月1日 - 住居表示実施により、（旧）泉野出町・伏見新町の各一部を編入[6]。
- 1979年（昭和54年）6月30日 - 住居表示実施により、（旧）泉野出町の残部すべてが富樫の一部となる。

## 町域の変遷
| 実施後        | 実施年                    | 実施前                         |
| ------------- | ------------------------- | ------------------------------ |
| 泉野出町1丁目 | 1976年（昭和51年）12月1日 | 泉野町の全部及び泉野出町の一部 |
| 泉野出町2丁目 | 1976年（昭和51年）12月1日 | 泉野出町の一部                 |
| 泉野出町3丁目 | 1976年（昭和51年）12月1日 | 富樫町、泉野出町の各一部       |
| 泉野出町3丁目 | 1977年（昭和52年）4月1日  | 泉野出町の一部                 |
| 泉野出町4丁目 | 1977年（昭和52年）4月1日  | 泉野出町、伏見新町の各一部     |

## 小・中学校の学区
市立小・中学校に通う場合、学区は以下のとおりとなる。
| 町丁          | 街区          | 番号          | 小学校       | 中学校     |
| ------------- | ------------- | ------------- | ------------ | ---------- |
| 泉野出町1丁目 | 泉野出町1丁目 | 泉野出町1丁目 | 泉野小学校   | 野田中学校 |
| 泉野出町2丁目 | 1番 - 2番     | 1番 - 2番     | 泉野小学校   | 野田中学校 |
| 泉野出町2丁目 | 13番 - 18番   |               | 泉野小学校   | 野田中学校 |
| 泉野出町2丁目 | 26番 - 28番   |               | 泉野小学校   | 野田中学校 |
| 泉野出町3丁目 | 2番           | 2番           | 泉野小学校   | 野田中学校 |
| 泉野出町3丁目 | 3番           | 5号 - 29号    | 泉野小学校   | 野田中学校 |
| 泉野出町3丁目 | 4番 - 16番    |               | 泉野小学校   | 野田中学校 |
| 泉野出町2丁目 | 3番 - 12番    | 3番 - 12番    | 長坂台小学校 | 野田中学校 |
| 泉野出町2丁目 | 19番 - 25番   |               | 長坂台小学校 | 野田中学校 |
| 泉野出町4丁目 |               |               | 長坂台小学校 | 野田中学校 |
| 泉野出町3丁目 | 1番           | 1番           | 泉小学校     | 野田中学校 |
| 泉野出町3丁目 | 3番           | 1号 - 4号     | 泉小学校     | 野田中学校 |
| 泉野出町3丁目 | 3番           | 30号 - 48号   | 泉小学校     | 野田中学校 |

## 施設
- 石川県立金沢泉丘高校
- 金沢市総合体育館
- 金沢市消防局中央消防署泉野出張所

## 交通

### 道路
- 石川県道45号金沢鶴来線（泉が丘通り）

### バス
- 北鉄バス（北陸鉄道・北鉄金沢バス・北鉄白山バス）　市総合体育館前、泉野出町、泉野出町一丁目、泉丘高校前バス停